# Црква Светих апостола Петра и Павла у Мајданпеку
Црква Светих апостола Петра и Павла у Мајданпеку, на територији општине Мајданпек, припада Епархији тимочкој Српске православне цркве.
Црква је грађена у периоду од 1856. до 1858. године од стране српске Владе која је довела стручњаке и раднике из иностранства, за рад у обновљеном руднику. Стварајући услове да их веже за српско тле и православље 1856. године истовремено је започела градња цркве, школе, стамбених објеката и рударских постројења.
Израда плана цркве поверена је сликару Урошу Kнежевићу који се одлучио за тзв. „швајцарски стил”, распрострањен у Европи оног времена. Настаје опредељење за необичан архитектонски стил у коме се, на оригиналан начин православни канони одевају у декоративну форму европске архитектуре 18. и 19. века. Бондручни систем градње са опеком између дрвене конструкције, при којој дрвени скелет остаје видљив на фасади и ствара ритам вертикала, хоризонтала и укрштених дијагонала – наметнуо се сам по себи, јер у овом рударском насељу, нашло се више различитих нација.
Посвећена је Светим апостолима Петру и Павлу које су мајданпечки рудари узели за своје заштитнике, па се до данас, 12. јула, на Петровдан слави и Слава рудника и Црквена слава уз велику светковину целог града.
У храму тренутно служи и старешина је храма протојереј Влада Вуковић.